# Alopecurus arundinaceus
Alopecurus arundinaceus е вид растение от семейство Житни (Poaceae). Видът е незастрашен от изчезване.

## Разпространение
Разпространен е в Алжир, Босна и Херцеговина, България, Франция, Гърция, Израел, Италия, Йордания, Черна гора, Мароко, Португалия, Сърбия, Испания, Тунис и Турция.